# Riva degli Schiavoni

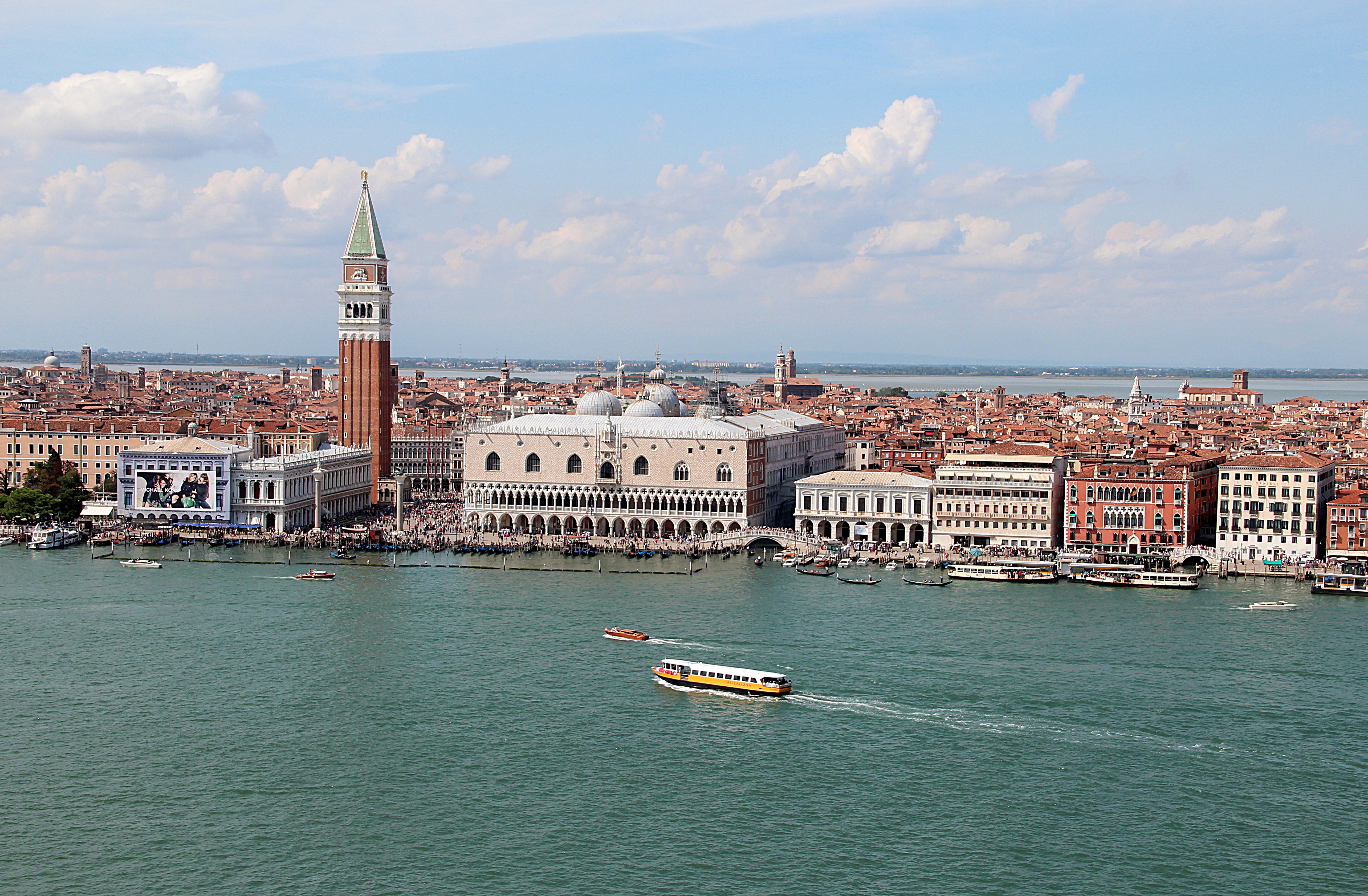
Panorama von Bacino di San Marco und Riva degli Schiavoni.

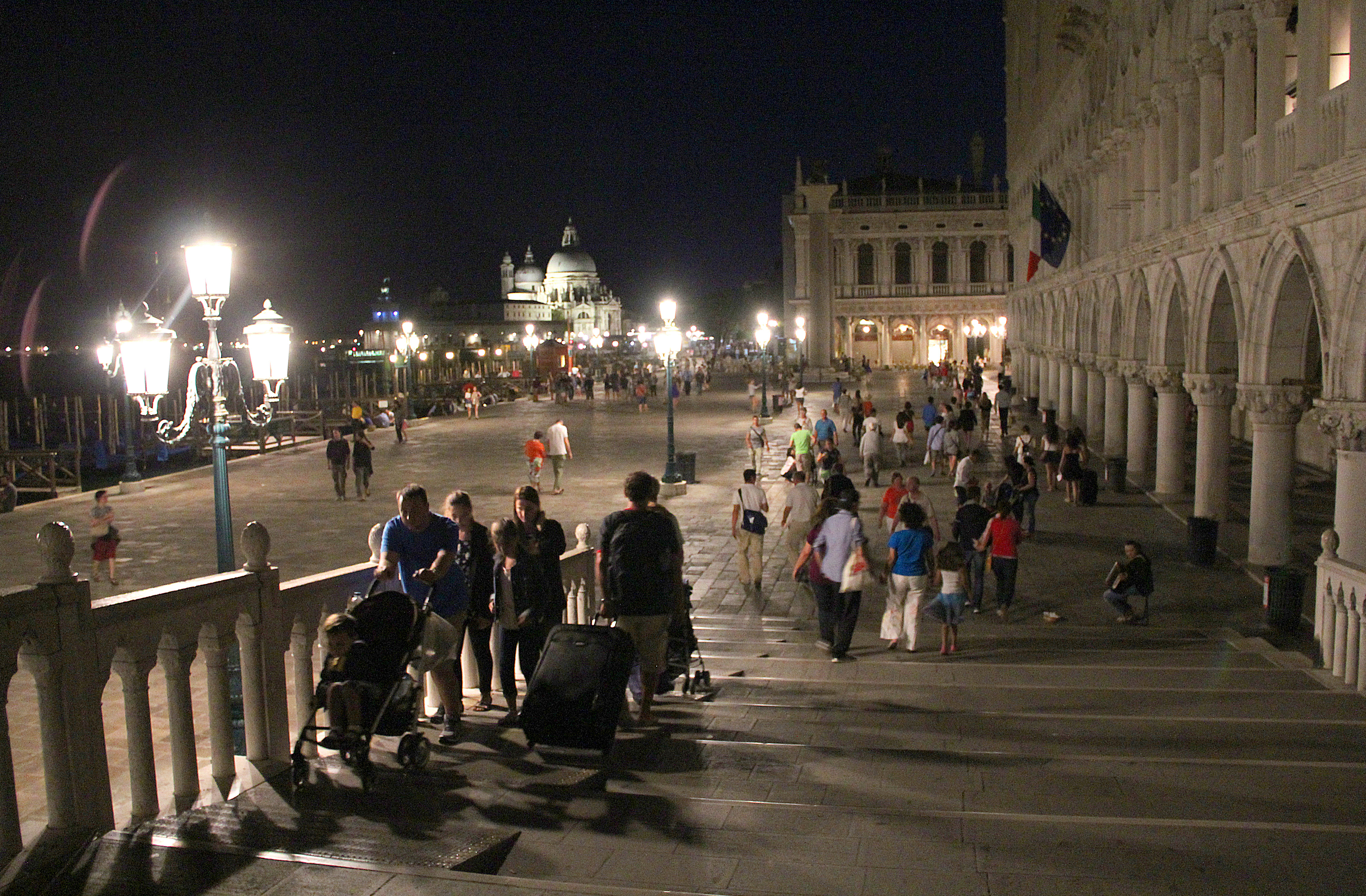
Die Riva degli Schiavoni und die Molo in der Nacht gesehen.

Die Riva degli Schiavoni gilt als einer der bedeutenden Kais in Venedig. Sie erstreckt sich vom Markusplatz ostwärts bis zu den Giardini pubblici. Fünf Kanäle durchbrechen von Norden die Riva. Sie werden von ebenso vielen Brücken überspannt. Diese Brücken sind selbst für venezianische Verhältnisse recht hoch (bis zu 40 Stufen), damit auch bei hohem Wasserstand die Boote jederzeit die Brücken unterqueren können.
Auch wenn die Riva im Sommer sehr heiß werden kann, so bietet sie doch im Winter einen stets von der Sonne gewärmten Ort, der erheblich wärmer ist als die angrenzenden Gassen. Dies ist einer der Gründe, warum sie seit langem die bedeutendste Flaniermeile der Stadt ist.

## Name
Sie trägt ihren Namen, weil hier die sogenannten Schiavoni (venezianisches Ethnonym für die zahlreichen, vornehmlich aus Dalmatien in die Markusstadt eingewanderten Slawen) ab dem 9. Jahrhundert mit ihren Waren, meist Fleisch und Fisch, anlegten. Als Riva (italienisch: Ufer) wird im Italienischen auch eine Lände, also ein flacher Schiffslandeplatz, bezeichnet. Dieses Ufer bildet meist eine Promenade.

## Geschichte

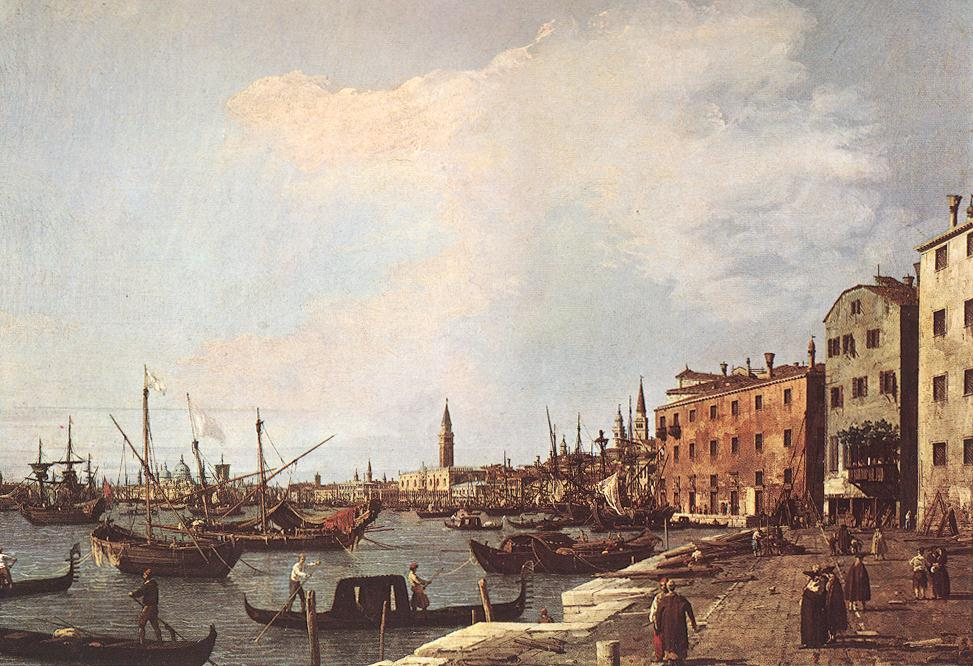
Die Riva degli Schiavoni, Canaletto, um 1724–30

Bereits Anfang des 16. Jahrhunderts verschwanden die handwerklichen Betriebe, wie Glasöfen und Werften, von den südlichen Rändern Venedigs. 1519 wurden die Zattere, die sich westlich des Canal Grande befinden, als Anlegestelle für Boote und Schiffe eingerichtet. Die Riva degli Schiavoni dürfte das Vorbild gewesen sein. 1779/80 wurde die Erweiterung der Riva durch Tommaso Temanza (1705–1789), der Architekt, Wasserbauingenieur und Historiker war, geleitet. Dort befanden sich neben Wohnbauten auch soziale Einrichtungen, wie die Ca’ di Dio, ein Heim für alte Frauen.

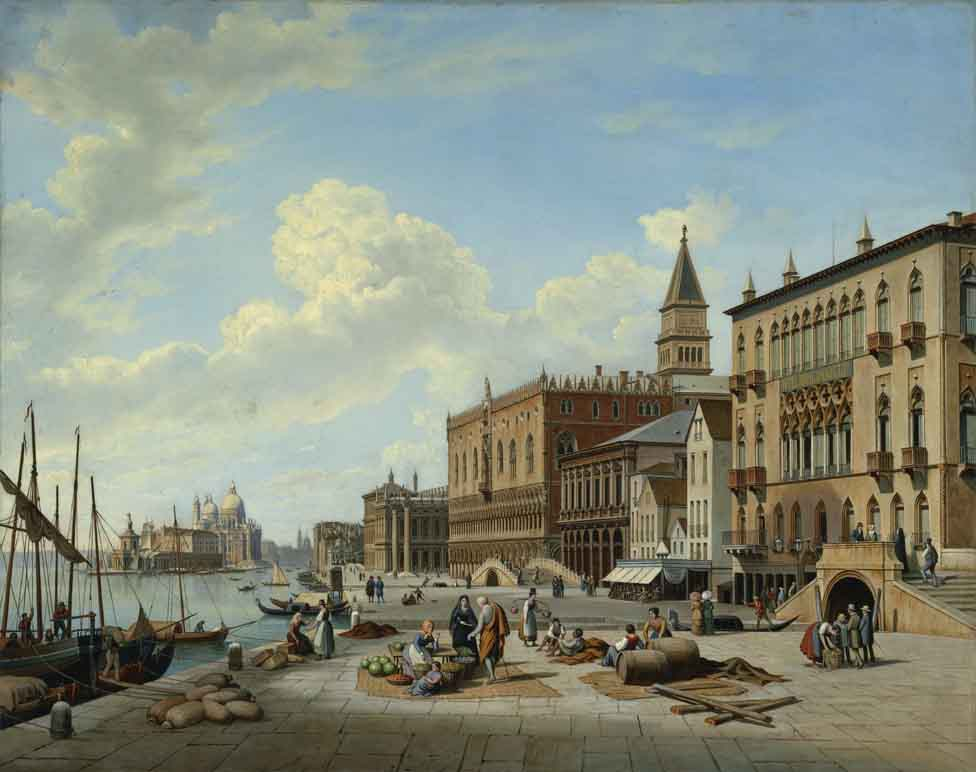
Die Riva degli Schiavoni im 19. Jahrhundert

Der Drang, die Riva zu erweitern, kulminierte 1842 in einem gigantischen Projekt. In diesem Jahr hatte der Stadtrat eine Kommission eingesetzt, die Vorschläge für die Einrichtung eines städtischen Bades sammeln sollte. Einer der Vorschläge war ein Hotel mit dem Namen Gran Albergo Cosmopolitano. Es sollte unweit des Markusplatzes entstehen und Cafés, Billardzimmer, Spielsalons, 500 Zimmer, ein Kasino, Sternwarten, Aussichtstürme und Lesesäle erhalten. Der Unternehmer Giovanni Bussetto hatte den jungen Architekten Lodovico Cadorin einen Entwurf erstellen lassen. Das Gebäude hätte sich auf der nochmals um 70 m verlängerten Riva zwischen Canale dell’Arsenale und den Bleikammern ausgebreitet. Die Stadt wehrte sich gegen das Projekt, da dem Handel zu viel Fläche, den Schiffen der Anlegeplatz, dem Militär die Durchmarschmöglichkeit genommen worden wäre.
Die Faschisten verlängerten die Riva ostwärts bis zu den Giardini, wo die Riva del Impero entstand, wobei mit Impero das faschistische Großreich gemeint war, das man zu schaffen gedachte. Sie sollte zunächst nach Mussolini benannt werden, heute heißt sie nach den dort von Faschisten ermordeten Gegnern Riva dei Sette Martiri.

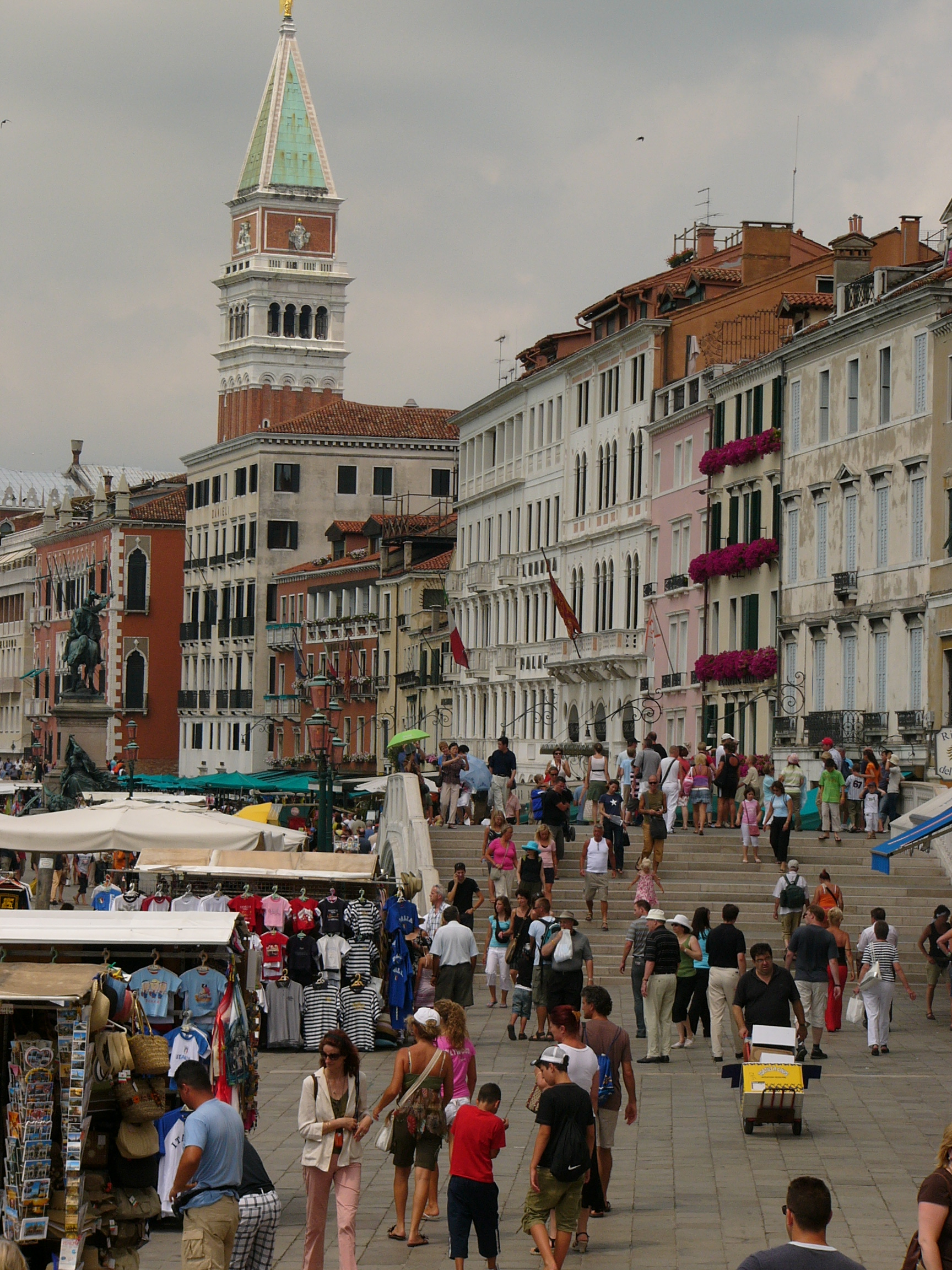
Die Riva degli Schiavoni heute

Auch in der Nachkriegszeit wurde mit den Bauten an der Riva ausgesprochen rücksichtslos und gegen den Widerstand der Bevölkerung verfahren. Dies galt etwa für den Erweiterungsbau des Danieli Richtung Bleikammern. Zwischen dem Palazzo Dandolo, in dem sich das Danieli befand, und den Gefängnissen, standen vier bescheidene Gebäude. Dies geht darauf zurück, dass der Dogenmörder Marco Casolo im 12. Jahrhundert dort gewohnt hatte, und dass daher dort kein Palazzo gebaut werden durfte. Norbert Huse nannte diese Art von Bauten, wie sie das Danieli als Keil in die Riva treiben ließ und die vier bescheidenen Bauten abreißen ließ, eine „Barbarei“.
Heute ist die Uferpromenade mit zahlreichen Kiosks, Bars und Restaurants bestückt, die vor allem Touristen anziehen. Von der Riva hat man südwärts einen Ausblick auf die Inseln der Lagune, vor allem San Giorgio Maggiore, dann auf die Dogana da Mar mit ihrem goldenen Engel sowie auf die Redentorekirche und Santa Maria della Salute, den beiden Bauwerken, die zum Dank für die Erlösung von den furchtbarsten Pestwellen des 16. und 17. Jahrhunderts errichtet wurden.